# Convento de Nuestra Señora de Bretonera
Das Convento de Nuestra Señora de Bretonera (dt.: Konvent unserer Lieben Frau von Bretonera) ist ein ehemals römisch-katholisches Nonnenkloster der Klarissen aus dem 14. Jahrhundert. Es liegt in Belorado. Im Jahr 2024 wurde es exkommuniziert.

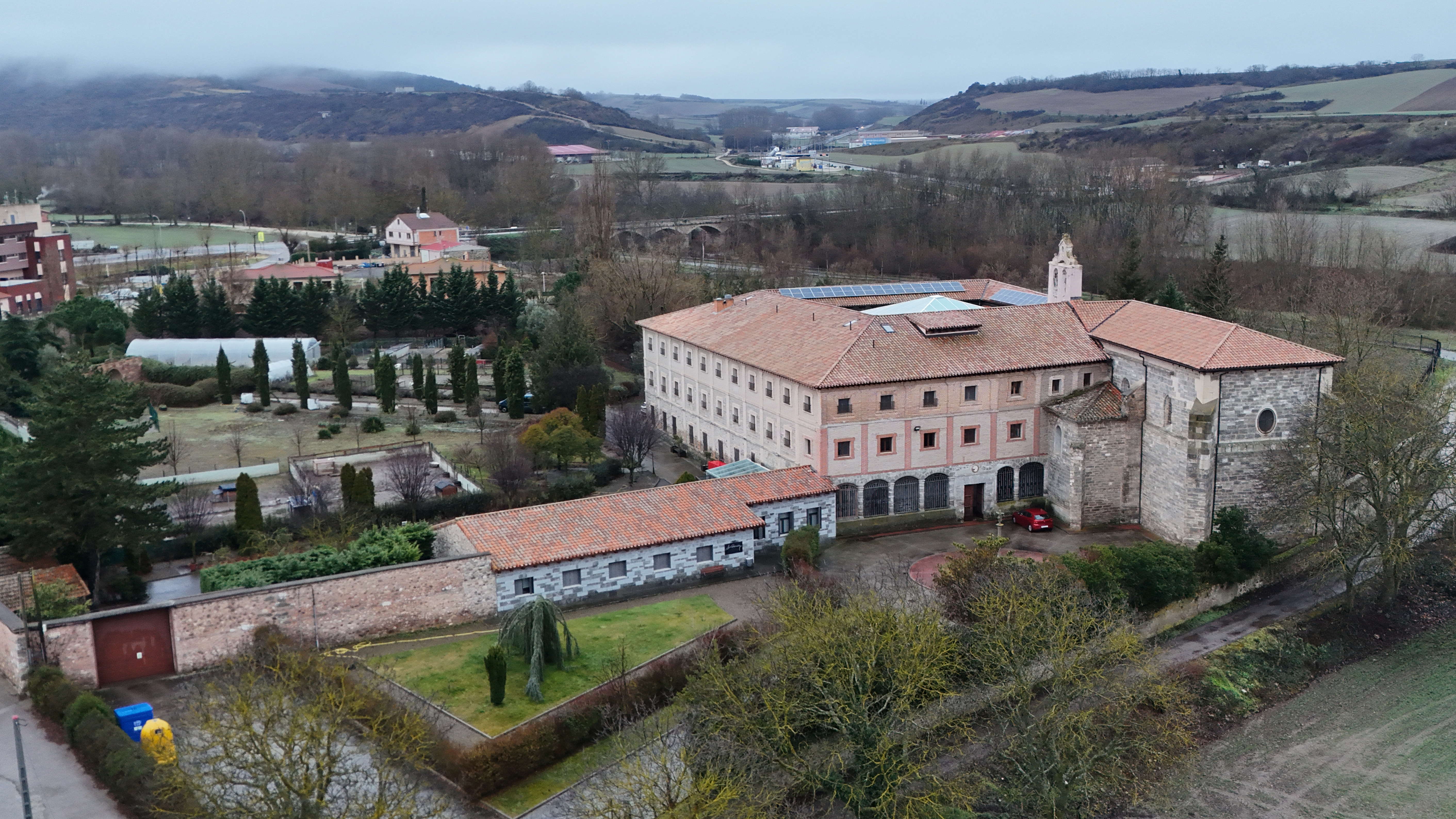
Convento de Nuestra Señora de Bretonera in Belorado

## Geschichte
Das Kloster besteht seit dem Jahr 1348. Es wurde 1458 im Krieg zerstört und einige Jahre später wieder errichtet. Während der Napoleonischen Kriege wurde der Komplex erneut zerstört und die Nonnen mussten flüchten. Seit 2017 gehören zu der Gemeinschaft 14 Nonnen.

## Schisma von 2024
Im Mai 2024 trennten sich die Klarissen des Konvents von der katholischen Kirche und unterstellten sich der Jurisdiktion des schismatischen Bischofs Pablo de Rojas Sánchez-Franco. Dieser wurde bereits zuvor exkommuniziert und er hatte auch Kontakte zur Priesterbruderschaft St. Pius X. Die Äbtissin des Klosters Schwester Isabel de la Trinidad veröffentlichte ein 70-seitiges Manifest, in dem sie sich von der „Konzils-Kirche“ lossagte und erklärte, dass der Heilige Stuhl vakant sei. Im Juli 2024 haben sie sich von Pablo de Rojas Sánchez-Franco losgesagt und sich im August Rodrigo Henrique Ribeiro da Silva angeschlossen. Dieser ist ebenfalls Sedisvakantist.
Der Erzbischof von Burgos Mario Iceta ist der Päpstliche Beauftragte für das schismatische Kloster, aber alle Bemühungen blieben bis jetzt erfolglos. Die Klarissen des Klosters sind exkommuniziert und wurden aus dem Orden ausgeschlossen. Erzbischof Iceta drohte bereits mit einer Räumung, aber die Nonnen verweilen noch im Konvent.
Im Oktober 2025 urteilte das Gericht von Briviesca, dass die Nonnen das Kloster räumen und dem Päpstlichen Beauftragten übergeben müssen. Das Gericht stellte in dem Verfahren fest, welches seit Dezember 2024 lief, dass die Nonnen nicht belegen konnten, dass sie das Kloster besaßen. Zudem scheiterte der Versuch der Nonnen das Kloster in einen bürgerrechtlichen Verein umzuwandeln. Eine Ordensfrau, die das Kloster nach der Spaltung verließ, sprach in einem Interview davon, es habe sich bei dem Konvent um eine Sekte gehandelt, die „gegen die Kirche, gegen alles“ gelebt hätte.